# Nokia 1011
El Nokia 1011 (NHE-2X5, NHE-2XN) va ser el primer telèfon GSM produït en serie. Es ven també com Mobira Cityman 2000. El model es refereix a la data de llançament, 10 de Novembre, en 1992.
El telèfon negre mesura 195 x 60 x 45mm i apareix una pantalla LCD monocromàtica i una antena extensible. La memòria podria contenir 99 números de telèfon. Encara no emprar el to característic de Nokia: que es va introduir el 1994. El telèfon funciona en la banda de 900 MHz i seguir funcionant en xarxes GSM 900. En aquest moment el cost del dispositiu era de 2500 DM.
El telèfon va ser capaç d'enviar i rebre missatges SMS, encara que Nokia diu que el seu model 2110 era el primer telèfon GSM habilitat per SMS.
Nokia 1011 va continuar la producció fins a 1994, quan el Nokia 2010 i el Nokia 2110 van ser introduïts com successors.